# Park Byung-hoon
Park Byung-hoon, oder Park Byung-hun (* 1971) ist ein ehemaliger Triathlet aus Südkorea und Ironman-Sieger (2007).

## Werdegang
Im April 2007 wurde Park Sieger über die Triathlon-Langdistanz  (3 km Schwimmen, 155 km Radfahren und 42,195 km Laufen) beim Strongman All Japan Triathlon und zwei Monate später konnte er auch den Ironman Japan (3,86 km Schwimmen, 180,2 km Radfahren und 42,195 km Laufen) gewinnen.
Heute ist er als Organisator von Ironman-Rennen tätig – so wurde 2015 der Ironman 70.3 Incheon Korea unter seiner Leitung zum ersten Mal ausgetragen.

## Sportliche Erfolge
| Datum/Jahr    | Rang | Wettbewerb                                       | Austragungsort      | Zeit     | Bemerkung                                                                               |
| ------------- | ---- | ------------------------------------------------ | ------------------- | -------- | --------------------------------------------------------------------------------------- |
| 31. Aug. 2013 | 5    | Ironman Japan                                    | Hokkaidō            | 09:34:21 | [ 1 ]                                                                                   |
| 5. Nov. 2011  | 11   | Ironman 70.3 Taiwan                              | Kenting             | 04:52:14 |                                                                                         |
| 2010          | 2    | Korea Triathlon Jeju                             |                     | 08:09:15 |                                                                                         |
| 21. Juni 2009 | 4    | Ironman Japan                                    | Japan               | 08:49:10 |                                                                                         |
| 14. Juni 2009 | 12   | ASTC Long Distance Triathlon Asian Championships | Gangweon            | 04:46:32 | hinter dem neuseeländischen Sieger Kieran Doe                                           |
| 19. Apr. 2009 | 5    | Ironman China                                    | China Volksrepublik | 09:57:10 | [ 2 ]                                                                                   |
| 2008          | 6    | Ironman Malaysia                                 | Langkawi            | 09:19:56 |                                                                                         |
| 2008          | 2    | Ironman China                                    | China Volksrepublik | 09:13:15 | zweiter Rang bei der Auftaktveranstaltung in China hinter dem Deutschen Olaf Sabatschus |
| 2008          | 7    | Ironman Florida                                  | Vereinigte Staaten  | 08:28:51 | [ 4 ]                                                                                   |
| 17. Juni 2007 | 1    | Ironman Japan                                    | Gotō-Inseln         |          |                                                                                         |
| 22. Apr. 2007 | 1    | Strongman All Japan Triathlon                    | Miyako-jima         | 07:40:12 | [ 5 ]                                                                                   |
| 2007          | 4    | Ironman Malaysia                                 | Malaysia            | 08:55:35 |                                                                                         |
| 2007          | 2    | Ironman Korea                                    | Seogwipo            |          | zweiter Rang hinter Raynard Tissink                                                     |
| 2006          | 3    | Ironman Japan                                    | Japan               |          |                                                                                         |
| 2. Juli 2006  | 23   | Challenge Roth                                   | Roth                | 08:49:20 |                                                                                         |
| 2005          | 2    | Ironman Korea                                    | Seogwipo            |          | zeitgleich mit dem Österreicher Hubert Hammerl                                          |
| 2004          | 3    | Ironman Korea                                    | Seogwipo            |          |                                                                                         |
| 2003          | 3    | Ironman Korea                                    | Seogwipo            |          |                                                                                         |

(DNF – Did Not Finish)